# Przełęcz Republiki
Przełęcz Republiki (do 1948 Przełęcz Chainboaska, Chainboaz; bułg. Проход на републиката – Prochod na republikata, Хаинбоазки проход – Chainboazki prochod, Хаинбоаз – Chainboaz) – przełęcz w środkowej Starej Płaninie.
Na południu znajduje się Gurkowo, na północy wieś Woneszta woda. Przez Przełęcz Republiki jest poprowadzona droga samochodowa, która łączy północną i południowa Bułgarię (Droga Krajowa nr 55). Jest to nie tylko jedna z najważniejszych arterii komunikacyjnych w kraju, ale też między granicą bułgarsko-turecką i bułgarsko-rumuńską. Wzdłuż przełęczy leżą następujące wsie (z południa na północ): Pczelinowo, Złatigrad, Łagerite, Miszemorkow Chan, Iwanowci, Piramidata, Biszuwci, Ruskowci, Rajkowci, Bojczowci i Dimowci. 
W 1877 przez Przełęcz Chainboaską przechodziły rosyjskie wojska w czasach wojny rosyjsko-tureckiej, wyzwoleńczej dla Bułgarii i narodu bułgarskiego. Długo po wyzwoleniu Bułgarii przełęczy nie dało się używać.
W latach 1946–1947 pracowała tam pierwsza w Bułgarii narodowa młodzieżowa brygada budowlana, zorganizowana przez rządzącą Bułgarską Partię Komunistyczną (BKP) – Dimitrowski Komunistyczny Związek Młodzieżowy (Димитровски комунистически младежки съюз – Dimitrowski komunisticzeski mładeżki syjuz). Droga została poszerzona i utwardzona.
W sierpniu 2009 zakończono toczący się 3 lata remont drogi, która dzisiaj jest znów otwarta dla ruchu. W planach jest wybudowanie trzeciego pasu ruchu (pod górę).